# Unabhängigkeitsboulevard (Minsk)

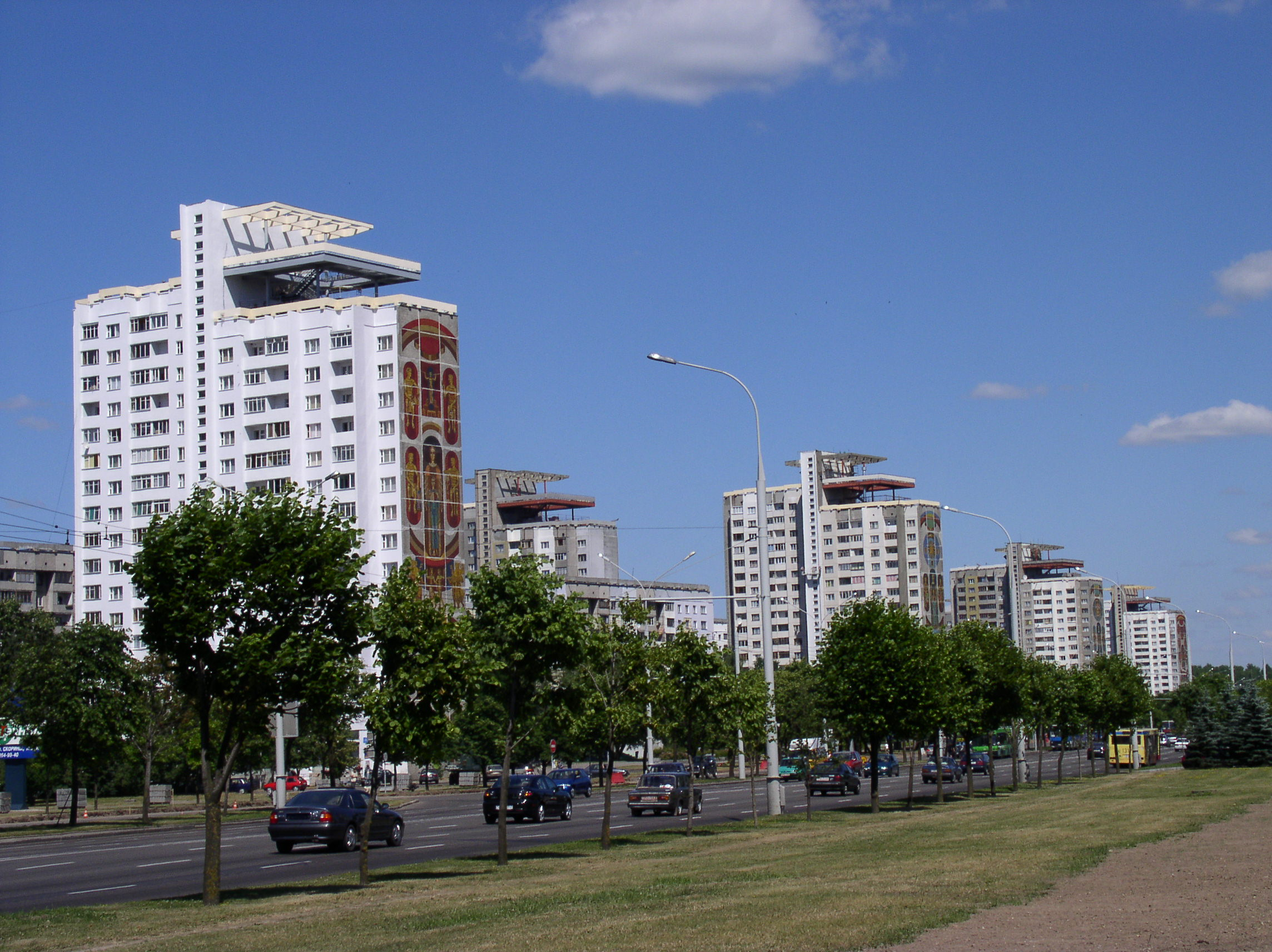
Wohnhäuser am Unabhängigkeitsboulevard

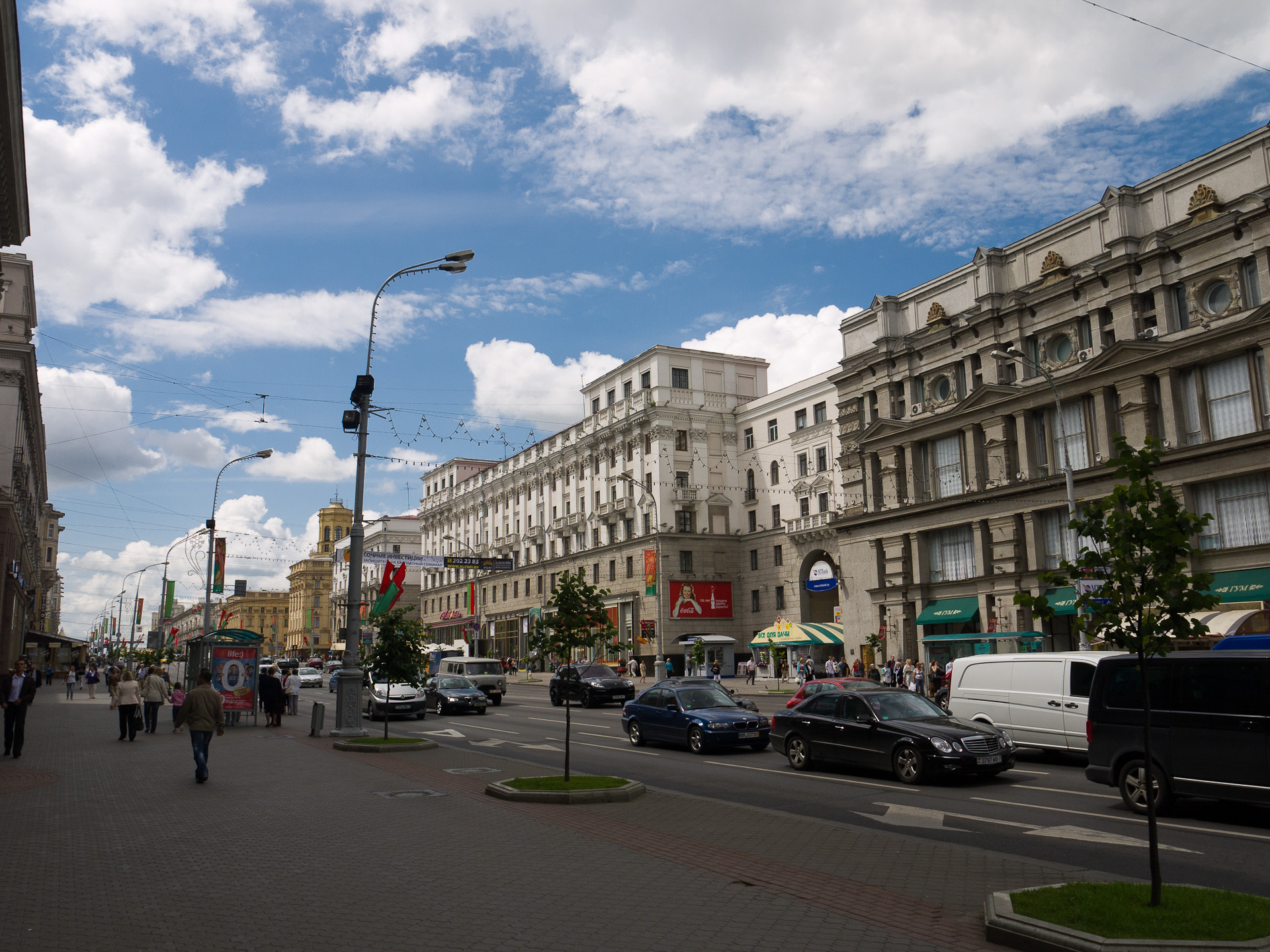
Häuser im Stil des Sozialistischen Klassizismus

Der Unabhängigkeitsboulevard oder Unabhängigkeitsprospekt (belarussisch Праспэкт Незалежнасьці; Praspekt Nesaleschnaszi) ist ein Prospekt in der belarussischen Hauptstadt Minsk, welche die Stadt von der Mitte bis zum Nordosten durchquert.
Bis zum Jahr 1991 trug die Straße den Namen Leninboulevard und wurde am ehemaligen Standort der Sowjetischen Straße und der Borisowski-Fahrbahn angelegt. Nach dem Zweiten Weltkrieg waren nur noch 10 Gebäude an der Sowjetischen Straße vorhanden und es wurde eine neue größere und breitere Hauptstraße angelegt. Bis zum Jahr 2005 war die Straße nach dem Drucker Francysk Skaryna benannt. Von 2004 bis 2015 befand sie sich auf der Tentativliste des UNESCO-Welterbes in Belarus.
Am Unabhängigkeitsboulevard befinden sich die wichtigsten Plätze der Stadt: der Unabhängigkeitsplatz, der Oktoberplatz, der Siegesplatz, der Jakub-Kolas-Platz sowie der Kalininplatz. Zudem befinden sich an der Straße das Regierungsgebäude, die Kirche des heiligen Simon und der heiligen Helena, die Belarussische Staatliche Universität für physische Bildung, das Hauptgebäude der Belarussischen Nationalen Technischen Universität, das Nationale Hydro-Meteorologische Observatorium, das Hauptgebäude der Belarussischen Nationalen Akademie der Wissenschaften, sowie eine kleine Anzahl an Wohnhäusern.